# Premio Nacional de Cultura (Bolivia)
El Premio Nacional de Cultura es el máximo reconocimiento cultural que otorga el Estado Boliviano a personalidades destacadas.
Fue instituido en 1969 y anualmente se premia la producción artística, literaria y científica de Bolivia. El galardón consiste en una medalla de oro macizo, un Diploma de Honor y una suma monetaria que es determinada al momento de la convocatoria.

## Galardonados
| Año  | Ganador                                                                                      |                                    |
| ---- | -------------------------------------------------------------------------------------------- | ---------------------------------- |
| 1969 | Armando Alba                                                                                 | historiador                        |
| 1973 | Porfirio Díaz Machicao                                                                       | historiador, escritor y periodista |
| 1975 | Adolfo Costa Du Rels                                                                         | historiador y literato             |
| 1976 | Guillermo Francovich                                                                         | periodista y dramaturgo            |
| 1977 | Carlos Ponce Sanginés                                                                        | arqueólogo e investigador          |
| 1977 | Marina Nuñez del Prado                                                                       | escultora                          |
| 1988 | Gunnar Mendoza                                                                               | historiador y archivista           |
| 1989 | Alberto Crespo Rodas                                                                         | historiador                        |
| 1989 | Julia Elena Fortún                                                                           | antropóloga                        |
| 1990 | Pedro Susz Kohl                                                                              | crítico e investigador de cine     |
| 1991 | Mariano Baptista Gumucio                                                                     | periodista y escritor              |
| 1992 | Mario Estensoro Vásquez                                                                      | músico y pedagogo                  |
| 1993 | Joaquín Gantier                                                                              | historiador                        |
| 1994 | Plácido Molina Barbery                                                                       | escritor e historiador             |
| 1994 | Franklin Anaya Arze                                                                          | músico                             |
| 1995 | Jorge Sanjinés                                                                               | cineasta                           |
| 1995 | José de Mesa                                                                                 | historiador                        |
| 1995 | Teresa Gisbert                                                                               | historiadora de arte               |
| 1996 | Wilson Mendieta Pacheco                                                                      | historiador                        |
| 1996 | Pedro Rivero Mercado                                                                         | escritor y periodista              |
| 1996 | Enrique Kempff Mercado                                                                       | escritor                           |
| 1997 | Ricardo Pérez Alcalá                                                                         | artista plástico                   |
| 1998 | Alberto Villalpando                                                                          | músico y compositor                |
| 1999 | Pedro Shimose Kawamura                                                                       | poeta y periodista                 |
| 2000 | Roberto Querejazu Calvo                                                                      | historiador y escritor             |
| 2001 | Jorge Ruiz                                                                                   | cineasta documentalista            |
| 2002 | Rubén Carrasco de la Vega                                                                    | ensayista y escritor               |
| 2003 | Jorge Siles Salinas                                                                          | escritor e historiador             |
| 2003 | Nilo Soruco                                                                                  | cantautor                          |
| 2004 | Gil Imaná                                                                                    | artista plástico                   |
| 2004 | Inés Córdova                                                                                 | Artista plástica                   |
| 2004 | Ramiro Condarco Morales                                                                      | historiador, sociólogo             |
| 2005 | Juan Carlos Calderón Romero                                                                  | arquitecto                         |
| 2005 | Julio de la Vega Rodríguez                                                                   | escritor                           |
| 2006 | Alfredo La Placa                                                                             | artista plástico                   |
| 2008 | Néstor Taboada Terán                                                                         | escritor                           |
| 2009 | Sergio Antonio Antezana Juárez                                                               | Cineasta                           |
| 2010 | Declarado desierto                                                                           |                                    |
| 2011 | Declarado desierto                                                                           |                                    |
| 2012 | Celestino Campos Iglesias                                                                    | músico y compositor                |
| 2013 | Luis Rico                                                                                    | cantautor                          |
| 2014 | Gonzalo Lema                                                                                 | escritor                           |
| 2016 | Matilde Casazola                                                                             | poetisa y compositora              |
| 2017 | Silvia Peñaloza                                                                              | artista plástico                   |
| 2018 | Ernesto Cavour                                                                               | músico                             |
| 2019 | Jorge Mansilla Torres (Coco Manto) Archivado el 27 de septiembre de 2019 en Wayback Machine. | poeta y periodista                 |